# Walter S. Baring
Walter Stephan Baring Jr., född 9 september 1911 i Goldfield i Nevada, död 13 juli 1975 i Los Angeles i Kalifornien, var en amerikansk politiker (demokrat). Han var ledamot av USA:s representanthus 1949–1953 och 1957–1973.
Baring efterträdde 1949 Charles H. Russell som kongressledamot och efterträddes 1953 av Clarence Clifton Young. År 1957 tillträdde han på nytt som kongressledamot och efterträddes 1973 av David Towell.
Barings grav är på Masonic Memorial Gardens i Reno.